# Skicka mera godis
Skicka mera godis (danska: Send mere slik) är en dansk familjefilm från 2001 i regi och manus av Cæcilia Holbek Trier.

## Handling
Systrarna Anjelika och Lone åker till landet med sina morföräldrar Horsensia och Rasmus. De bor så långt bort från storstaden att det känns helt främmande för dem. Tjejerna kommer inte bli uttråkade då det finns ugglor i mossen. Grannen och kusinen Knud vill ta över gården för att starta en grisfarm och Anjelika och Lone börjar kämpa för att morföräldrarna ska kunna behålla gården.

## Rollista
| Roll                 | Skådespelare              | Svensk röst       |
| -------------------- | ------------------------- | ----------------- |
| Horsensia            | Bodil Udsen               | Claire Wikholm    |
| Rasmus               | Per Oscarsson             | Per Oscarsson     |
| Rasmus röst          | Dick Kaysø                | Per Oscarsson     |
| Anjelika             | Ninna Assentoft Rasmussen | Katja Sjöblom     |
| Lone                 | Marie Katrine Rasch       | Emilia Widstrand  |
| Knud, Rasmus kusin   | Claus Strandberg          | Håkan Paaske      |
| Lissi                | Bodil Jørgensen           | Katarina Lundgren |
| Brian-Ole            | Mikkel Aaes Mortensen     | Max Waller Zandén |
| Nina, flickornas mor | Tammi Øst                 | Cecilia Walton    |
| tågkonduktören       | Kurt Ravig                | Per Årman         |
| sjuksköterska        | Christina Ibsen           |                   |

- Röstregi — Philip Zandén
- Rollsättare — Catti Edfeldt, Annette Mandoki
- Översättning — Christoffer Barnekow
- Producent — Anita Oxburgh[6]

## Produktion
Filmen spelades in i Karlebo kvarn och Köpenhamns centralstation.